# Sverre Jordan
Sverre Jordan (født 25. maj 1889 i Bergen, død 10. januar 1972 sammesteds) var en norsk komponist.
Jordan studerede komposition og klaver i Berlin 1907—14, foretog koncertrejser i Norge, Danmark, Finland og Tyskland, har udgivet en række sange, klaverstykker, sonater for violin og klaver, melodramaet Feberdigte med orkester; i manuskript musik til Bjørnsons Halte Hulda, opført 1919 i Bergen. Jordan var musikanmelder i Morgenavisen.